# Carl Rosini
Carl Rosini, właśc. Jan Rosen, Jakub Rosenzweig, ps. „Napoleon of Mistery” (ur. 14 kwietnia 1882 lub 1885 w Łodzi, zm. 23 lutego 1969 w Clearwater) – amerykański iluzjonista pochodzenia polsko-żydowskiego.

## Życiorys

### Młodość
Carl Rosini urodził się w Łodzi jako Jakub Rosenzweig. Jeszcze w młodości zmienił nazwisko na Jan Rosen. W 1895 udał się na występ do teatru „Talia” w Łodzi, gdzie obejrzał występ iluzjonisty Bekkera, który zainspirował go do zostania magikiem. Po 2 latach od występu Rosen opracował pierwszą magiczną sztuczkę i przybrał imię Carl Rosini. Co więcej w 1897 do Łodzi przyjechał rosyjski cyrk z magikiem Natanem Schwartzem. Rosini starał się obserwować jego wszystkie występy. Uprosił również magika by ten zatrudnił go jako asystenta. Schwartz zgodził się, zaś młody chłopiec uciekł z cyrkiem, z którym wyjechał do Niemiec w tajemnicy przed rodzicami. U boku Schwartza Rosini nabierał doświadczenia oraz przygotowywał samodzielne pokazy.

### Pobyt w Wielkiej Brytanii
Gdy cyrk miał ponownie pojawić się w Łodzi, Rosini w obawie przed rodzicami uciekł pociągiem do Londynu, gdzie zatrudnił się u fryzjera jako czeladnik. Rosini w Londynie podpatrywał innych iluzjonistów w Egyptian Hall oraz uczył się sztuczek w salonie fryzjerskim. Jednym z klientów salonu okazał się angielski iluzjonista Lewis Davenport, który udzielił Rosiniemu porad. Młody chłopak tak często trenował w zakładzie fryzjerskim triki, że został zwolniony z pracy. Wtedy to Rosini zdecydował się rozpocząć swoje własne występy jako iluzjonista, podejmując prace w prowincjonalnych teatrach, a po tym jak został okradziony przez iluzjonistę Anthony’ego powrócił do Londynu, gdzie poznał duńskiego iluzjonistę Simsa, który zarekomendował go na swoje miejsce w teatrze Alhambra. Tam Rosini poznał Tenichiego Shokyokusai, który nauczył go sztuczki pt. „węzeł na kciukach” w zamian za pokazanie mu sztuczek z kulami bilardowymi, dzięki czemu poznał tajniki słabo znanego w Europie triku wywodzącego się z Japonii. W 1906 Rosini ożenił się z tancerką baletową Margaret (Peggy) Barclay, z którą założył spółkę „Carl Rosini and Company”.

### Wyjazd do Stanów Zjednoczonych
Małżeństwo zorganizowało tournée po Europie, odwiedzając Niemcy, Francję, Belgię i Holandię, uzyskując roczny kontrakt na występy w Ameryce Południowej. W Argentynie w 1911 plakaty reklamujące występy małżeństwa określały go „Napoleonem tajemnicy”. Początkowo ich występy trwały około 15 minut. Kolejne występy odbywające się w Brazylii miały trwać około 1 godziny. Po powrocie do Londynu w 1912 Rosini sprowadził z Łodzi matkę i siostrę, z którymi następnie w 1913 przeniósł się do USA, podpisując kontrakt z Harrym Lauderem, z którym małżeństwo odbyło tournée, a następnie brało udział w wodewilach. w trakcie objazdu po USA małżeństwo kupiło psa doga i opracowało popisową sztuczkę polegającą na przemienieniu kobiety w psa, dzięki czemu spektakle Rosiniego w Stanach Zjednoczonych wydłużyły się z 1 godziny do 2 godzin oraz przyniosły mu większą popularność.
W 1914 Rosini wyjechał do Ameryki Południowej i Środkowej na występy z George’em LaFollette. Po przyjeździe na Kubę pozostali na niej do wybuchu I wojny światowej, kiedy to Rosini powrócił do USA. Tam w 1918 uzyskał obywatelstwo Stanów Zjednoczonychoraz rozpoczął ponowne przygotowania do tournée, zamawiając w warsztacie Tobiasa Bamberga nowe iluzjonistyczne utensylia, jednocześnie zaprzyjaźniając się z magikiem i wyjeżdżając z nim na występy do Ameryki Południowej w 1919. To prawdopodobnie Bamberg przedstawił Rosiniego Paulowi Vucicowi, początkującemu iluzjoniście, który został asystentem Rosiniego, by z czasem przyjmując nazwisko po Carlu, zostając Paulem Rosinim.
Carl Rosini po powrocie z kolejnego tournée w 1920 zajął się występowaniem w wodewilach. W 1929 ponownie wyjechał do Ameryki Południowej i kiedy społeczności iluzjonistów w Stanach Zjednoczonych, że Rosini nie wróci, Vucic dokonał zmiany nazwiska. W 1932 jednak wrócił, uznając, że zmiana nazwiska Vucica wynikała z chęci zrobienia kariery w oparciu o jego dorobek, w związku z czym podjął kroki prawne. Doprowadził do zakazu występów iluzjonistycznych Paula Rosiniego pod nazwiskiem Rosini w obrębie Nowego Jorku.
W 1932 zaangażował się w występy w nocnych klubach i hotelach – wg Rosiniego nie były to odpowiednie miejsca na wielkie i złożone iluzje, w związku z czym ograniczył repertuar, koncentrując się na trikach zręcznościowych – największą popularnością cieszyły się triki karciane. Występował wówczas głównie w Park Central Hotel w Nowym Jorku, a po 11 miesiącach występów zamieszkał w Saranac Lake, wycofując się tymczasowo z występów. Wybuch II wojny światowej przyczynił się do jego powrotu na scenę. Od kwietnia 1943 roku do marca 1944 roku Carl i Peggy Rosini występowali dla amerykańskich żołnierzy zarówno na Biskim Wschodzie, jak i w Afryce Północnej. W tym okresie mieli możliwość wystąpić przed uczestnikami konferencji teherańskiej, w tym m.in. Franklinem Delano Roosveltem, Winstonem Churchillem i Józefem Stalinem. W 1946 Rosini oficjalnie przeszedł na emeryturę i sprzedał swoje magiczne utensylia.
W 1949 Rosini był współzałożycielem Long Island Mystics Assembly – nowojorskiej organizacji zrzeszającej iluzjonistów. Ponadto należał do International Brotherhood of Magicians oraz Society of American Magicians. Z czasem Carl i Peggy przeprowadzili się na Florydę.
Carl Rosini zmarł 23 lutego 1969 w Clearwater, gdzie został pochowany na cmentarzu Sylvan Abbey Memorial Park.

## Odznaczenia
W roku 1952 International Brotherhood of Magicians przyznało mu Gwiazdę Magii jako drugiemu na świecie po iluzjoniście Tonym Slydinim. Rosini znalazł się również w Society of American Magicians Hall of Fame.